# Nuvens Dispersas
Midaregumo (乱れ雲, Midaregumo, lit. "nuvens turbulentas") (bra/prt: Nuvens Dispersas) é um filme de drama japonês de 1967 dirigido por Mikio Naruse, estrelado por Yōko Tsukasa e Yūzō Kayama. Foi o último filme de Naruse após uma longa carreira iniciada em 1930.

## Sinopse
Pouco antes da partida de Yumiko e seu marido Hiroshi (um funcionário do Ministério da Economia) para os Estados Unidos, o homem é morto em um acidente de carro. O motorista do carro, Shiro, embora absolvido na futura audiência, sente-se culpado e oferece a Yumiko pagamentos mensais. Yumiko primeiro rejeita, mas quando a família do marido a renega, deixando-a sem herança, ela finalmente aceita o dinheiro. Devido à sua precária situação financeira, ela decide retornar a sua cidade natal e trabalhar na pousada administrada pela sua irmã perto do Lago Towada. Por coincidência, Shiro é transferido pelos seus empregadores a mesma área. Embora Yumiko e Shiro desenvolvam lentamente um afeto mútuo, levando finalmente a um caso de amor, Yumiko não consegue deixar seu passado para trás, que volta com toda força quando ela presencia um acidente que a lembra da morte de Hiroshi. No final, Shiro é transferido novamente, para um escritório distante em Lahore, no Paquistão.

## Elenco
- Yōko Tsukasa como Yumiko
- Yūzō Kayama como Shiro Mishima
- Mitsuko Kusabue como Ayako, irmã de Yumiko
- Mitsuko Mori como Katsuko, cunhada de Yumiko
- Mie Hama como Teruko
- Daisuke Katō como Hayashida
- Yoshio Tsuchiya como Hiroshi, marido de Yumiko
- Yū Fujiki como Ishikawa, marido de Ayako
- Tadao Nakamaru como Fujiwara
- Kumeko Urabe como Nui, mãe de Shiro

## Legado
Midaregumo foi apresentado no Berkeley Art Museum e no Pacific Film Archive em 1981, e no Museu de Arte Moderna de Nova York em 1985 e 1987, onde a segunda exibição nesse museu foi apresentada pelo autor de cinema japonês Donald Richie. Em 2015, o filme foi exibido no 39º Festival Internacional de Cinema de Hong Kong como parte de uma retrospectiva sobre o diretor.